# Fritz Stöckli
Pour les articles homonymes, voir Stöckli.
Fritz Stöckli (né le 15 mai 1916 et mort en décembre 1968) est un lutteur suisse spécialiste de la lutte libre. Il participe aux Jeux olympiques d'été de 1948 et combat dans la catégorie des poids mi-lourds en lutte libre. Il y remporte la médaille d'argent. Lors des Jeux olympiques d'hiver de 1952, il participe aux épreuves de bobsleigh à quatre avec l'équipe de Suisse.

## Palmarès en lutte

### Jeux olympiques
- Jeux olympiques de 1948 à Londres,  Royaume-Uni
  -  Médaille d'argent en -87 kg.

### Championnats d'Europe
- Championnats d'Europe de lutte de 1946
  -  Médaille d'argent en -87 kg.

## Palmarès en bobsleigh

### Championnats du monde
- Championnats du monde de bobsleigh de 1953
  -  Médaille d'or en bob à deux.